# Basílica paleocristiana de Coracho

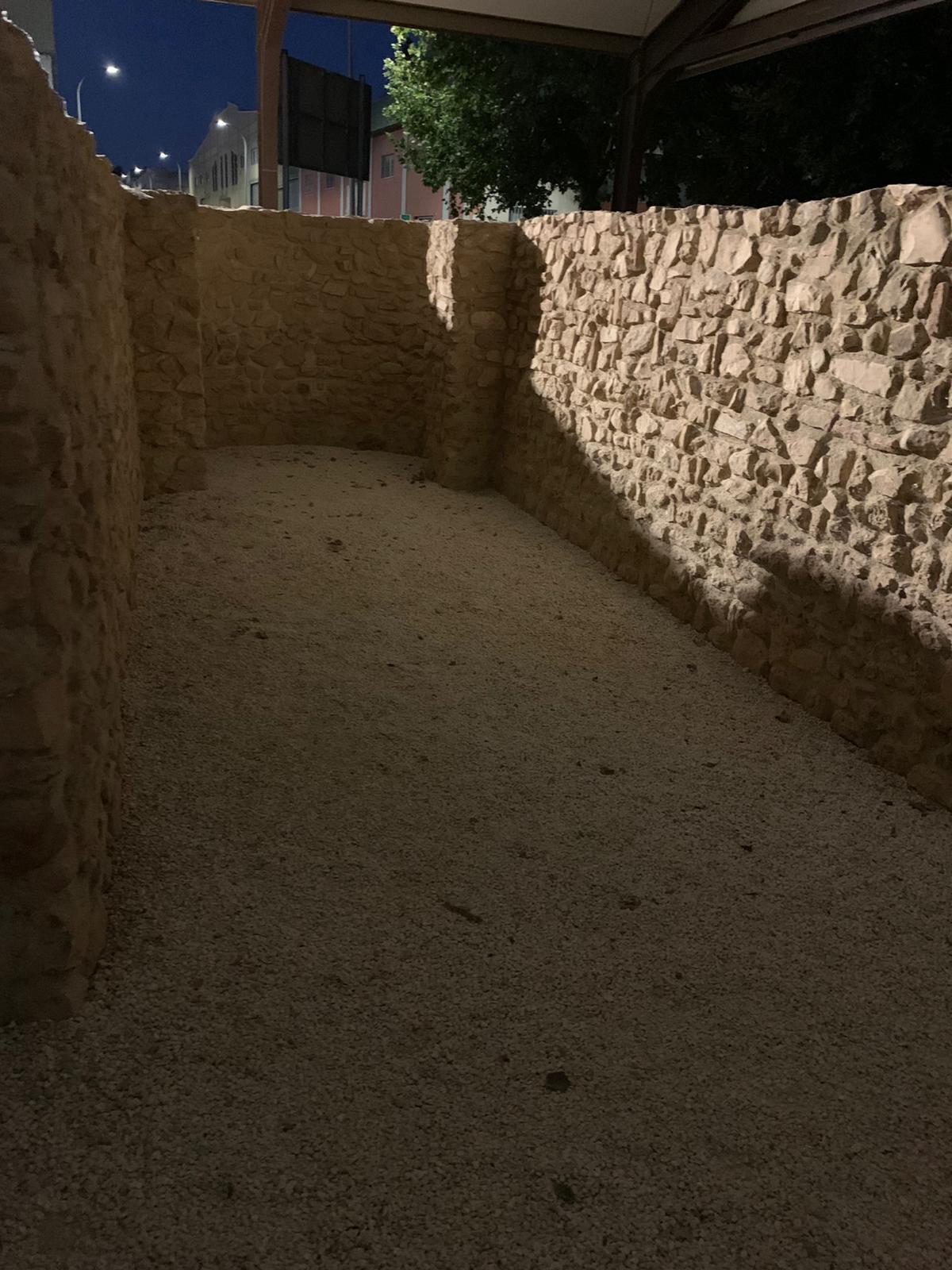
Mausoleo, o quizás baptisterio, de la basílica de Coracho junto a la necrópolis.

La basílica de Coracho fue un antiguo templo paleocristiano y necrópolis ubicado en la ciudad de Lucena, España. Data del siglo IV de época del emperador Constantino, quien legalizó el cristianismo en el Imperio romano. Se trata de uno de los templos cristianos más antiguos excavados en la península ibérica.

## Historia
La basílica paleocristiana de Coracho se encontraba en la vía romana que unía Corduba y Malaka, en un trazado muy similar a la actual A-45. Su existencia no se trataba de un hecho aislado, ya que la antigua Egabro (Cabra) se trataba de una de las villas por las que más rápido se expandió el cristianismo en Hispania, hecho constantado en la representación de esta ciudad en los diversos concilios hispanos desde el de Elvira.

### Basílica paleocristiana (sigloIV)
Los restos encontrados de esta primera fase corresponden a época del emperador Constantino, en torno al siglo IV, cuando el cristianismo comenzó a permitirse por el Imperio romano y se produce la reconstrucción o reutilización de antiguos edificios romanos para uso cristiano. Es muy improbable que la basílica sea posterior a época constantiniana, ya que posteriormente la mayoría de iglesias están orientadas hacia el este, mientras que esta aún mantiene una orientación occidental. La iglesia de planta basilical constaba de tres naves, cuya central era más ancha que el resto y se encontraba separada por intercolumbios de 5,05 metros. La cabecera, en el lado occidental, constaba de un ábside y dos apéndices. De esta fase únicamente se han localizado dos basas de estilo ático, probablemente reutilizados (spolia) de otros edificios romanos anteriores. La ausencia de ajuares y altares y que no se hayan descubierto asentamientos en un radio de tres kilómetros, hace suponer que se trataba probablemente de una basílica dedicada a algún mártir. Junto a la basílica, se hallaba una necrópolis con unos 325 cuerpos enterrados en la misma.

### Reforma bizantina (sigloVI)
Durante la presencia bizantina en la Península durante el siglo VI tras la conquista por el emperador Justiniano, existe constancia de una intervención en la basílica, especialmente en la nave central, columnas y techumbre, que se elevó sobre las laterales. De hecho, se encontraron unas basas muy similares a las halladas en el patio de los Naranjos de la Mezquita-catedral de Córdoba. Estas basas de estilo oriental vinieron a sustituir a las antiguas de estilo ático. No obstante, no se modificó la estructura original del templo. Asimismo, se halló un synthronon, un pequeño banco utilizado especialmente en las iglesias bizantinas, y se monumentalizó el ábside, al que se le denominó "arco triunfal", debido a la probable imposición de las costumbres orientales.

### Reforma visigoda (sigloVII)
La reforma visigoda, tras la instauración del Reino visigodo de Toledo, supone la última intervención en la basílica de Coracho. Esta modificación hizo que la nave central se cerrara a las naves laterales y además, se construyó un pequeño baptisterio o mausoleo. Algunas hipótesis apuntan a que el cerramiento de la nave principal se debió a su utilización como coro, de uso exclusivo para los clérigos. Se utilizaron ladrillos similares decorados para la división de naves, quizás porque la iglesia se encontraba semiderruida.

## Descubrimiento y puesta en valor
Debido a la construcción de la autovía A-45 entre Córdoba y Málaga, en el tramo Lucena Sur-Encinas Reales, se realizaron unas catas arqueológicas y se descubrió un yacimiento en el año 2003. En noviembre de ese mismo año la empresa constructora pidió un informe de viabilidad para el traslado de los restos a la empresa antequerana Restaurotec, quien no vio viable un traslado. No obstante, la empresa continuó sus planes y el Ayuntamiento de Lucena ofreció terrenos para el futuro traslado del yacimiento. El 16 de febrero de 2004 se autoriza el traslado de la basílica paleocristiana, mientras que unos meses más tarde se realizó lo mismo con la necrópolis asociada al templo. No obstante, el convenio entre Ayuntamiento y Ministerio de Cultura no se alcanzó hasta junio de 2005 y un mes después se procede al desmontaje de los muros, pieza por pieza, en una parcela municipal en el polígono de la Viñuela.
La segunda actuación llegó en octubre de 2006 y terminó a finales de enero de 2007, en la que se procedió al vallado del nuevo espacio, cimentación y cubrición de los restos a reconstruir en la zona. Durante la tercera y última fase, comenzada en noviembre de ese año, se procedió a la reconstrucción museográfica de la basílica y a la dotación informativa de la misma. Los muros se reconstruyeron con los mismos materiales que se encontraron, aunque se realzaron a una altura de 1,80 metros, así como se realizaron copias de basas y fustes, durando la intervención unos cinco meses. Finalmente, la basílica se abrió al público el 17 de octubre de 2008 tras una inversión de 270.000 euros.